# Ніжинське (Білогірський район)
Ні́жинське (до 1948 — Кул-Тамак, крим. Qul Tamaq) — село Білогірського району Автономної Республіки Крим.

## Населення
Згідно з переписом УРСР 1989 року чисельність наявного населення села становила 118 осіб, з яких 60 чоловіків та 58 жінок.
За переписом населення України 2001 року в селі мешкали 183 особи.

### Мова
Розподіл населення за рідною мовою за даними перепису 2001 року:
| Мова              | Відсоток |
| ----------------- | -------- |
| кримськотатарська | 50,79 %  |
| російська         | 38,22 %  |
| українська        | 8,38 %   |
| інші              | 2,61 %   |